# Toluen
Toluen (po IUPAC-Nomenklaturi Metilbenzen, metilbenzol, toluol, fenilmetan) je aromatski ugljikovodik (C7H8, C6H5-CH3) po svojstvima sličan benzenu.

## Osobine
Ime je dobio po mjestu Tolu u Kolumbiji + [benz]en.
Bezbojna je zapaljiva tekućina ugodna mirisa, vrelišta 111 °C. Nalazi se u nafti i kamenom ugljenu, pa se dobiva ekstrakcijom ili destilacijom benzina, suhom destilacijom kamenog ugljena i frakcijskom destilacijom katrana kamenog ugljena. Kao sastojak benzina nalazi se i u ispušnim plinovima, ali se u atmosferi brzo razgrađuje.

## Upotreba
Rabi se za proizvodnju boja, lakova, plastičnih masa, za dobivanje trinitrotoluena, benzena, toluidina, benzojeve kiseline, fenola te služi kao otapalo umjesto otrovnijeg benzena.